# Національна школа адміністрації (Франція)
Національна школа адміністрації (фр. École nationale d'Administration, ENA) — французька елітарна державна установа у сфері вищої післявузівської освіти та підвищення кваліфікації в підпорядкуванні прем'єр-міністра Франції, створена 1945 року генералом Де Голлем задля «демократизації» доступу до вищих посад державного апарату. ENA входить до числа так званих вищих шкіл (фр. Grandes Ecoles) Франції. Випускники ENA відігравали й відіграють центральну роль у французькій політичній діяльності та в історії П'ятої Республіки (два президента Республіки, сім прем'єр-міністрів, численні міністри тощо).
Розміщена в місті Страсбург, Франція.